# Heinrich Joseph von Weitershausen

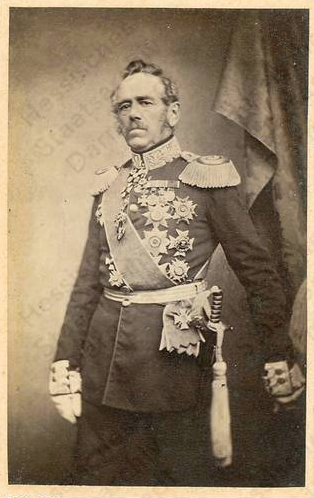
Heinrich Joseph von Weitershausen (1792–1863), Foto von Georg Markwort, um 1860

Heinrich Joseph Freiherr von Weitershausen (* 25. Februar 1792 auf dem Gut Klein-Steinheim; † 16. November 1863 in Darmstadt) war ein großherzoglich hessischer Generalleutnant und Kommandeur der Großherzoglich Hessischen Armeedivision.

## Leben

### Herkunft
Sein Vater Georg Freiherr von Weitershausen war in Kurmainzer militärischen Diensten. Sein älterer Bruder Karl (1789–1815) war zunächst in hessischen, und nach Auflösung der Armee in nassauischen Diensten. Der Bruder ist später in Waterloo gefallen.

### Militärkarriere
Weitershausen trat im September 1804 als Fahnenjunker in das Infanterieregiment „Kurprinz“ der kurhessischen Armee ein und wurde am 26. Oktober 1806 zum Fähnrich ernannt. Nach der Eroberung Hessens durch die Franzosen wurde die Armee aufgelöst. Weitershausen kehrte zunächst zu seinen Eltern zurück.
Er trat nun am 23. April 1807 als Sekondeleutnant beim Füsilierbataillon der Leibbrigade in den Dienst des Großherzogs von Hessen und machte als solcher den Feldzug von 1809 gegen Österreich mit. Als in der Schlacht bei Wagram die älteren Offiziere früh verwundet waren, kommandierte Weitershausen eine Kompanie. Er wurde am 20. Mai 1811 Premierleutnant, als er 1812 mit der Grande Armée nach Russland zog. Er kam über Rügen und Tilsit nach Wilna, wo er zum Korps „Wreede“ gehörte. Als sich das Korps im Dezember zurückzog, kam er nach Danzig. Dort befehligte Weitershausen wieder eine Kompanie. Bei der Verteidigung der Stadt erwarb er das Kreuz der Ehrenlegion. Am 24. Januar 1814 wurde er Hauptmann im Regiment „Prinz Emil“ und nahm mit dem Verband 1814/15 am Krieg gegen Frankreich teil. Das Regiment kämpfte am 18. März 1814 bei St. Georges, am 20. März 1814 bei Limonest und am 24. Juni 1815 bei Straßburg.
In langem Friedensdienste war er von 1832 bis 1844 Bataillonskommandeur und stieg dann am 26. Juli 1844 zum Oberst und Kommandeur des 1. Infanterieregiments auf. 1848 kämpfte er in Schleswig-Holstein und 1849, als Führer der 1. Infanteriebrigade, gegen die Aufständischen in der Pfalz (Einnahme von Worms am 28. Juni 1849), und in Baden. Am 1. Januar 1853 wurde er zum Generalmajor befördert und zum Kommandeur der 1. Brigade ernannt. Im Oktober 1858 erhielt er das Komturkreuz I. Klasse des Militär- und Zivildienst-Ordens Adolphs von Nassau. Bei der Mobilmachung vom Jahr 1859 wurde er zum Generalleutnant und zum Kommandeur der Großherzoglich Hessischen Armeedivision befördert. In dieser Stellung starb er am 16. November 1863 in Darmstadt. Noch am 24. September 1863 erhielt er das Großkreuz des Großherzoglich Hessischen Ludwigsordens.